# Amours mortes (Tant de peine)
«Amours mortes (Tant de peine)» —en español: «Amores muertos (Tanto dolor)»— es una canción compuesta por Jean-Pierre Kemmer e interpretada en francés por Danièle Dupré. Participó en el Festival de la Canción de Eurovisión en 1957, representando a Luxemburgo.

## Festival de la Canción de Eurovisión 1957
Esta canción fue elegida como representación luxemburguesa en el Festival de Eurovisión 1957 mediante una elección interna. La orquesta fue dirigida por Willy Berking.
La canción fue interpretada segunda en la noche del 3 de marzo de 1957, precedida por Bélgica con Bobbejaan Schoepen interpretando «Straatdeuntje» y seguida por Reino Unido con Patricia Bredin interpretando «All». Finalmente, recibió 8 puntos, quedando en cuarto lugar de 10.
Fue sucedida como representación luxemburguesa en el Festival de 1958 por Solange Berry con «Un grand amour».

## Letra
La canción es del estilo chanson, popular en los primeros años del Festival de Eurovisión. En esta, la intérprete se pregunta si existe una manera de olvidar y dejar de sentir el dolor después de que le dejase su querido.